# Dhalwala
Dhalwala is een census town in het district Tehri Garhwal van de Indiase staat Uttarakhand. 

## Demografie
Volgens de Indiase volkstelling van 2001 wonen er 11.206 mensen in Dhalwala, waarvan 55% mannelijk en 45% vrouwelijk is. De plaats heeft een alfabetiseringsgraad van 76%. 